# Панагюрски-Колонии
Панагюрски-Колонии (болг. Панагюрски колонии) — село в Болгарии. Находится в Пазарджикской области, входит в общину Панагюриште. Население составляет 428 человек.

## Политическая ситуация
В местном кметстве Панагюрски-Колонии, в состав которого входит Панагюрски-Колонии, должность кмета (старосты) исполняет Петко Добрев Стоев (коалиция в составе 2 партий: Болгарская социалистическая партия (БСП), Объединённый блок труда (ОБТ)) по результатам выборов правления кметства.
Кмет (мэр) общины Панагюриште — Георги Илиев Гергинеков (коалиция в составе 2 партий: Болгарская социалистическая партия (БСП), Объединённый блок труда (ОБТ)) по результатам выборов в правление общины.